# تیفانی اند کو.

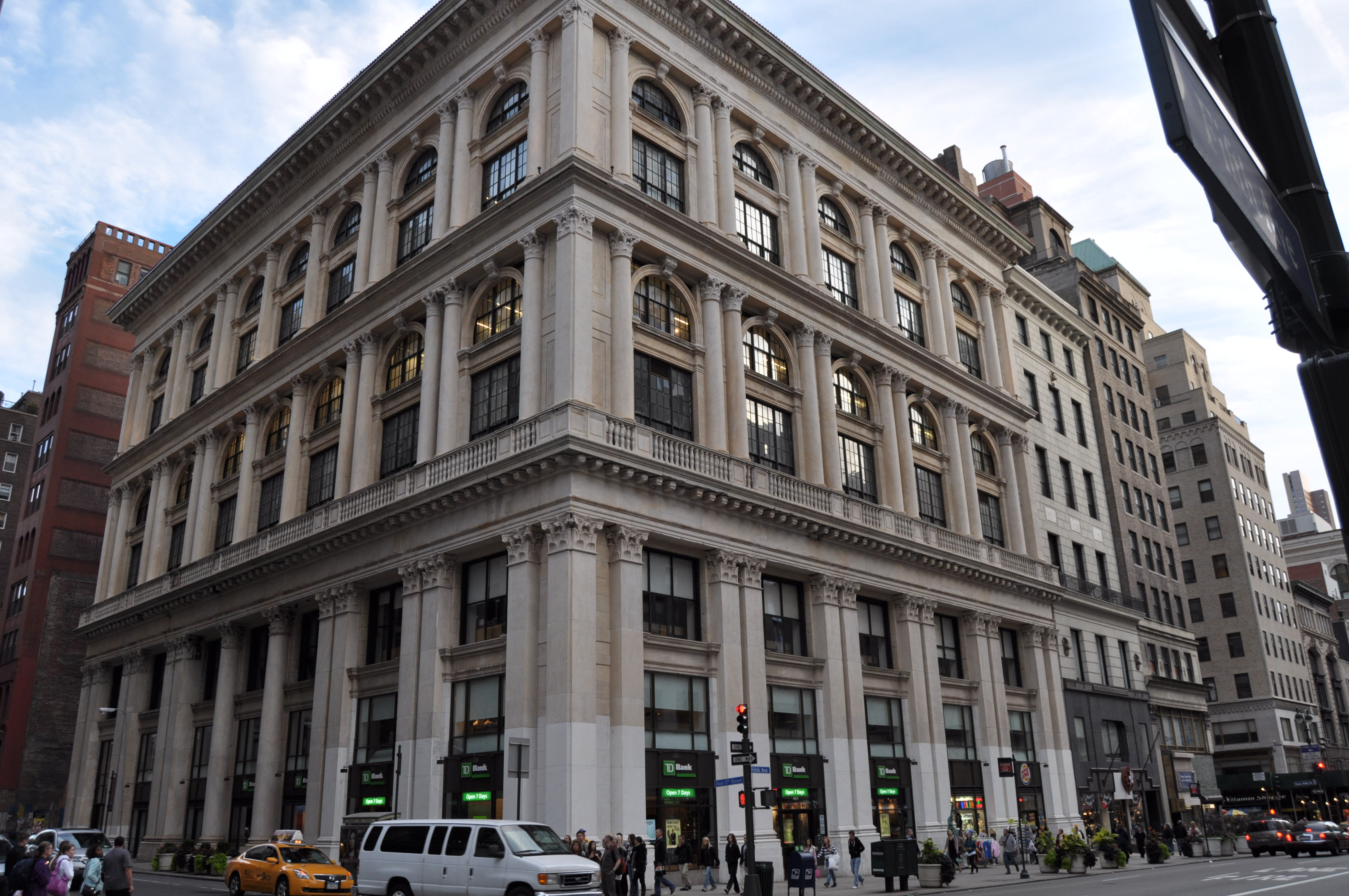
ساختمان مرکزی تیفانی اند کو در نیویورک

تیفانی اند کو. (به انگلیسی: Tiffany & Co.) که معمولأ بنام تیفانی شناخته می‌شود، شرکت کالای لوکس آمریکایی و چندملیتی است، که در زمینه طراحی، ساخت و فروش جواهرآلات، اعم از طلا، نقره و الماس، فعالیت می‌نماید.
شرکت تیفانی در سال ۱۸۳۷ توسط چارلز لوئیس تیفانی، به‌عنوان مرکز فروش محصولات فانتزی و لوازم التحریر تأسیس شد. امروزه این شرکت فروشنده طیف وسیعی از کالاها، لوازم و وسایل لوکس مانند: طلا و جواهر، نقره استرلینگ، چینی آلات، کریستال، نوشت افزار، عطر، ساعت، لوازم جانبی و نیز برخی از کالاهای چرمی می‌باشد.
بسیاری از این کالاها تحت نام تجاری تیفانی، در فروشگاه‌های تیفانی اند کو به‌فروش می‌رسند یا از طریق تجارت مستقیم، به‌وسیله شرکت و به صورت ارسال پستی، توزیع می‌شوند. شهرت این شرکت، در بازار کالاهای لوکس، بیشتر برای کالاهای بخش الماس برند تیفانی می‌باشد و محصول ویژه آن، حلقه‌های نامزدی تیفانی است، که در بازارهای الماس، طلا و جواهرآلات بسیار مشهور می‌باشند.
شرکت تیفانی در سال ۲۰۱۳ در فهرست فوربز جهانی ۲۰۰۰ با ارزش بازار سرمایه ۸٫۸ میلیارد دلار، در رتبه ۱۶۵۹ از بزرگترین شرکت‌های جهان قرار گرفت. دفتر مرکزی این شرکت در شهر نیویورک قرار دارد و بخشی از سهام آن در بازار بورس نیویورک معامله می‌شود.

## تاریخچه

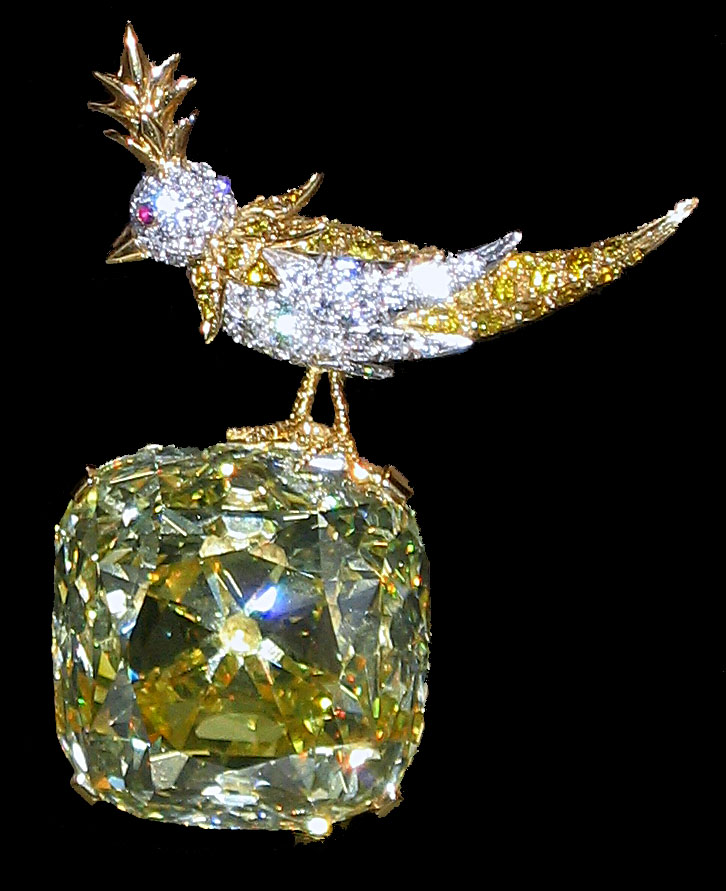
الماس زرد تیفانی، با وزن ۱۲۸ قیراط که هیچگاه فروخته نشد!

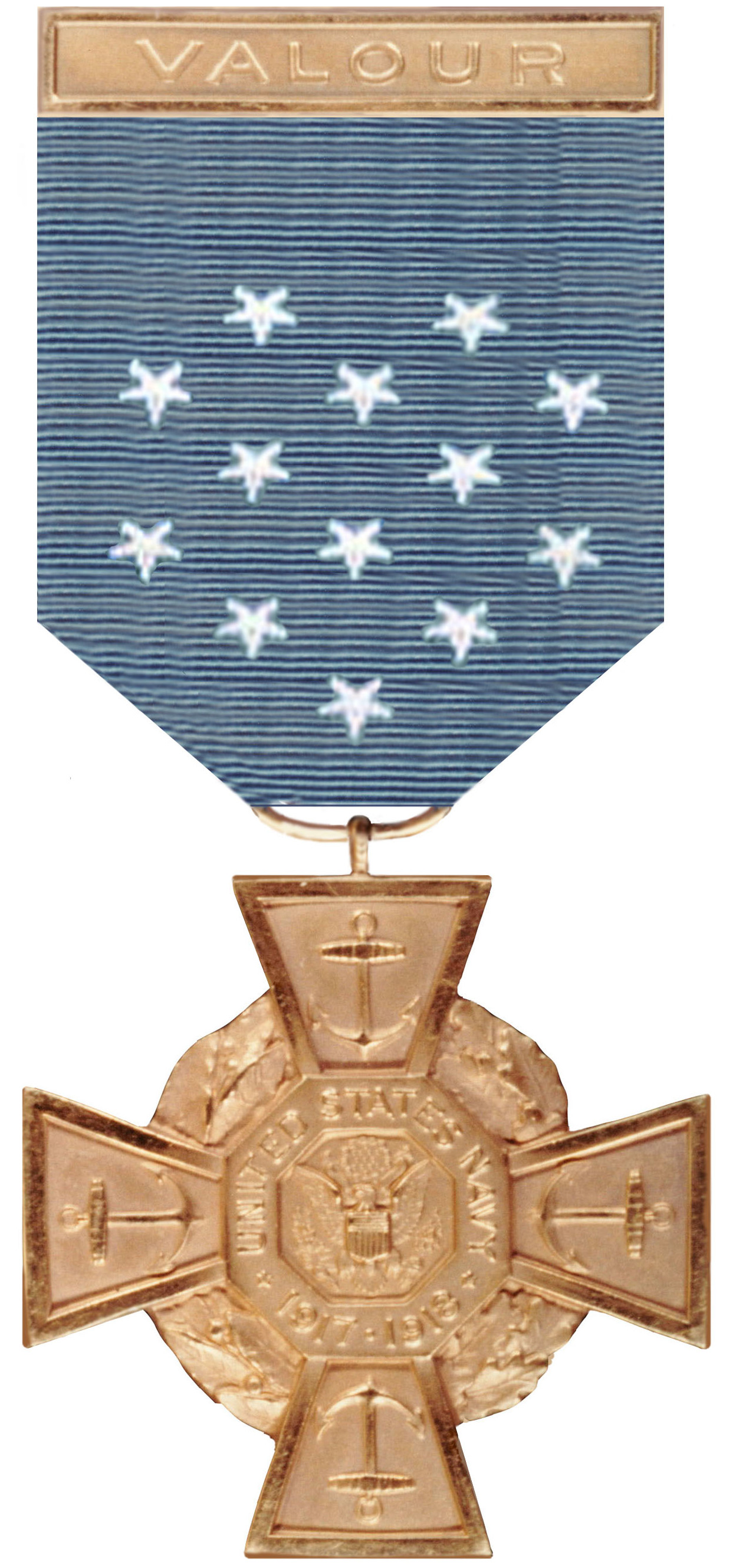
مدال شجاعت ایالات متحده، طراحی تیفانی

تیفانی اند کو. یک جواهر فروشی و نقرهسازی آمریکایی است، که توسط «چارلز لوئیس تیفانی» و «جان بی. یانگ» در سال ۱۸۳۷ در شهر نیویورک به عنوان مرکز فروش محصولات فانتزی و لوازم التحریر افتتاح شد. این فروشگاه در ابتدا انواع مختلفی از نوشت‌افزار می‌فروخت و در منهتن جنوبی نیز، شعبه‌ای با نام «تیفانی، یانگ و الیس» داشت، که بعدها کوتاه شده و به «تیفانی اند کو» تبدیل شد.
محل استقرار تیفانی اند کو، از آغاز کار شرکت، شهر نیویورک بوده‌است. با اینکه امروز بیش از صد فروشگاه تیفانی اند کو، در سراسر جهان وجود دارد، ولی این برند هنوز به شدت با زادگاه اصلی خود، یعنی نیویورک پیوند دارد. قیمت اجناس تیفانی زمانی که آغاز به کار کرد، مقطوع بود. همچنین برای فروش محصولات فروشگاه، تنها از پول نقد استفاده می‌کرد و کارت اعتباری یا چک نیز قابل قبول نبود. در آن زمان این سیاست آن قدر منحصربه‌فرد بود، که در صفحه اول بسیاری از روزنامه‌ها منعکس شد. در سال ۱۸۵۳ زمانیکه چارلز تیفانی کنترل شرکت را در دست گرفت، بخش جواهرات نیز شکل گرفت.
در ۱۸۴۵، کتاب آبی تیفانی، اولین کاتالوگ خرده‌فروشی در ایالات متحده آمریکا بود. نوآوری دیگری که خبرساز شد، این بود که در سال ۱۸۸۵ از تیفانی خواسته شد که «نشان بزرگ ایالات متحده آمریکا» (عقاب علامت آمریکا) را دوباره طراحی کند و این طراحی مجدد، هنوز روی همه اسکناس‌های یک دلاری ایالات متحده، کماکان دیده می‌شود.
در سال ۱۸۷۸، چارلز تیفانی یکی از بزرگ‌ترین و مرغوب‌ترین الماس‌های ممتاز زرد رنگ جهان را، با وزن بیش از ۲۸۷ قیراط به دست آورد، که در معادن الماس کیمبرلی در آفریقای جنوبی کشف شده بود. «الماس تیفانی» زینت بخش آدری هپبورن در عکس‌های تبلیغاتی فیلم صبحانه در تیفانی بود، که امروز می‌توان در طبقه اول فروشگاه تیفانی، آن را مشاهده کرد. در سال ۱۸۸۷، تیفانی حتی موفق شد، جواهرات تاج سلطنتی فرانسه را نیز بخرد.
تیفانی، نمونه‌های متعددی از الماس و جواهرات دیگر هم می‌فروخت و با جواهرسازان برجسته دنیا، از قبیل اندی وارهول و ژان شلومبرجر، کار می‌کرد.
در سال ۱۸۶۱، آبراهام لینکلن، برای مراسم تحلیف ریاست‌جمهوری خود، ساخت یک جام را به شرکت تیفانی سفارش داد و در طول دوران ریاست جمهوری، برای همسرش یک سری زینت آلات از مرواریدهای ریز، ساخت تیفانی خرید. این شرکت همچنین با طراحان برجسته مد، مثل پالوما پیکاسو و کوکو شانل همکاری کرده‌است.
برای سربازان جنگ‌های داخلی آمریکا، شمشیر می‌ساخت. طرح‌های نقره چارلز تیفانی مورد توجه «نمایشگاه جهانی پاریس» (Universal Exposition) در سال ۱۸۶۷، قرار گرفت، که برایش «نشان شایستگی» را به ارمغان آورد. تیفانی اولین شرکت آمریکایی بود، که به چنین افتخاری دست یافت.
در کنار این ارتباطات که چارلز تیفانی و جانشینان متعددش، آن‌ها را با موفقیت در اذهان مردم تقویت کرده‌اند، نام تجاری تیفانی همچنین توانسته است، با گسترش محصولات برای طیف‌های گوناگون اجتماع، به موفقیت دست یابد. تردیدی نبود، که تیفانی یک نام تجاری تجملی است؛ ولی هر کسی می‌توانست به یک فروشگاه تیفانی قدم بگذارد. گرچه قیمت بیشتر کالاها از توان مردم خارج بود، ولی همیشه نمونه‌های ارزان‌تری هم وجود داشت، که هر کسی می‌توانست آن‌ها را بخرد. این نمونه‌ها هم در جعبه‌های وسوسه انگیز آبی رنگ، با روبان ابریشمی، عرضه می‌گردد.
تیفانی در ساخت و فروش طلا سابقه درخشانی دارد و در سال ۱۹۳۰، جام طلایی آمریکا، معتبرترین جایزه مسابقات قایقرانی را طراحی کرد. در ژوئن سال ۲۰۰۴ تیفانی شرکت ئی‌بی را به دلیل استفاده از محصولات خود محکوم کرد. در ژانویه ۲۰۰۸ گزارش شد، که شرکت «سافت بانک» اپراتور ژاپنی تلفن همراه، با تیفانی قرارداد همکاری برای تولید محدود ۱۰ دستگاه تلفن همراه امضا کرد. این تلفن‌ها دارای بیش از ۴۰۰ الماس مجموعأ به وزن ۲۰ قیراط بود. ارزش آن‌ها نیز حدود ۱۰۰ میلیون ین برآورد شده بود.
گرچه امروزه تیفانی به دلیل کالاهای ساخت طراحان بزرگ و لوازم فرعی، یک پیشاهنگ محسوب می‌شود، ولی نام تجاری آن، نشانه ثبات و استحکام است. پس از افتتاح موفقیت‌آمیز بوتیک‌های تیفانی در توکیو و لندن، امروز در اکثر شهرهای مهم و بزرگ جهان نیز فروشگاه دارد. این شرکت با داشتن بیش از ۹ هزار کارمند، در سال ۲۰۱۰ میلادی درآمدی بالغ بر ۴٫۸۶۰ میلیارد دلار را، از آن خود کرد.

## فروشگاه‌ها

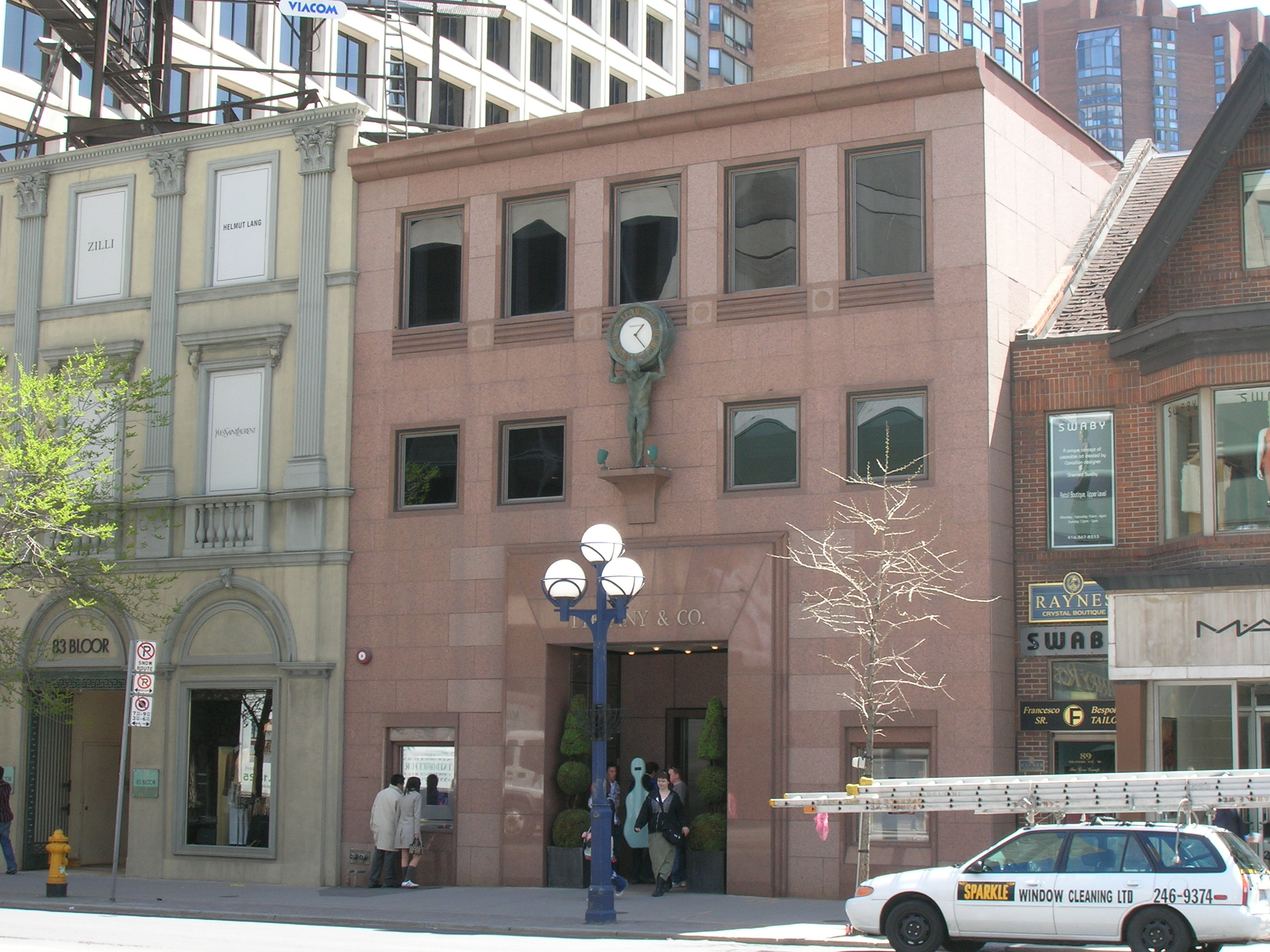
فروشگاه تیفانی اند کو واقع در خیابان بلور در تورنتو، شعبه انتاریو - سال ۲۰۰۶.

شرکت تیفانی اند کو هم‌اکنون (سال ۲۰۱۴) مالک شبکه‌ای از ۲۹۸ مرکز فروش در ۲۲ کشور می‌باشد، که شمار ۱۲۱ شعبه در قاره آمریکا، ۳۷ شعبه در اروپا، ۱۲۶ شعبه در آسیا و ۵ شعبه در اقیانوسیه مستقر می‌باشند. بزرگترین مرکز فروش تیفانی در شهر نیویورک مستقر می‌باشد، که مساحتی بالغ بر ۴ هزار مترمربع را در بر می‌گیرد. دومین فروشگاه بزرگ تیفانی نیز با مساحت ۱٫۳۵۰ مترمربع، در شهر تایسونز کرنر، ویرجینیا قرار دارد.
نخستین شعبه بین‌المللی تیفانی در شهر لندن افتتاح شد. دومین شعبه آن در شهر توکیو راه‌اندازی شد. پس از افتتاح موفقیت‌آمیز بوتیک‌های تیفانی در توکیو و لندن، امروز در اکثر شهرهای مهم و بزرگ جهان نیز فروشگاه دارد.

## آمار و ارقام
شرکت تیفانی در سال ۲۰۱۳ در فهرست فوربز جهانی ۲۰۰۰ با ارزش بازار سرمایه ۸٫۸ میلیارد دلار، در رتبه ۱۶۵۹ از بزرگترین شرکت‌های جهان قرار گرفت. دفتر مرکزی این شرکت در شهر نیویورک قرار دارد و بخشی از سهام آن در بازار بورس نیویورک معامله می‌شود.

## سینما
نام تجاری تیفانی، در فیلم صبحانه در تیفانی محصول ۱۹۶۱، با هنرنمایی ادری هپبورن، در نقش «هالی گولایتلی» شخصیتی که عاشق پرسه زدن در راهروهای این فروشگاه بود، جاودانه شد. فیلم خانه شیرینم آلاباما با اجرای ریس ویترسپون نیز دومین فیلم سینمایی بود، که در محل ساختمان مرکزی پیشین شرکت تیفانی، فیلمبرداری شده بود. این ساختمان هم‌اکنون در فهرست ثبت ملی اماکن تاریخی آمریکا قرار دارد.

## نگارخانه

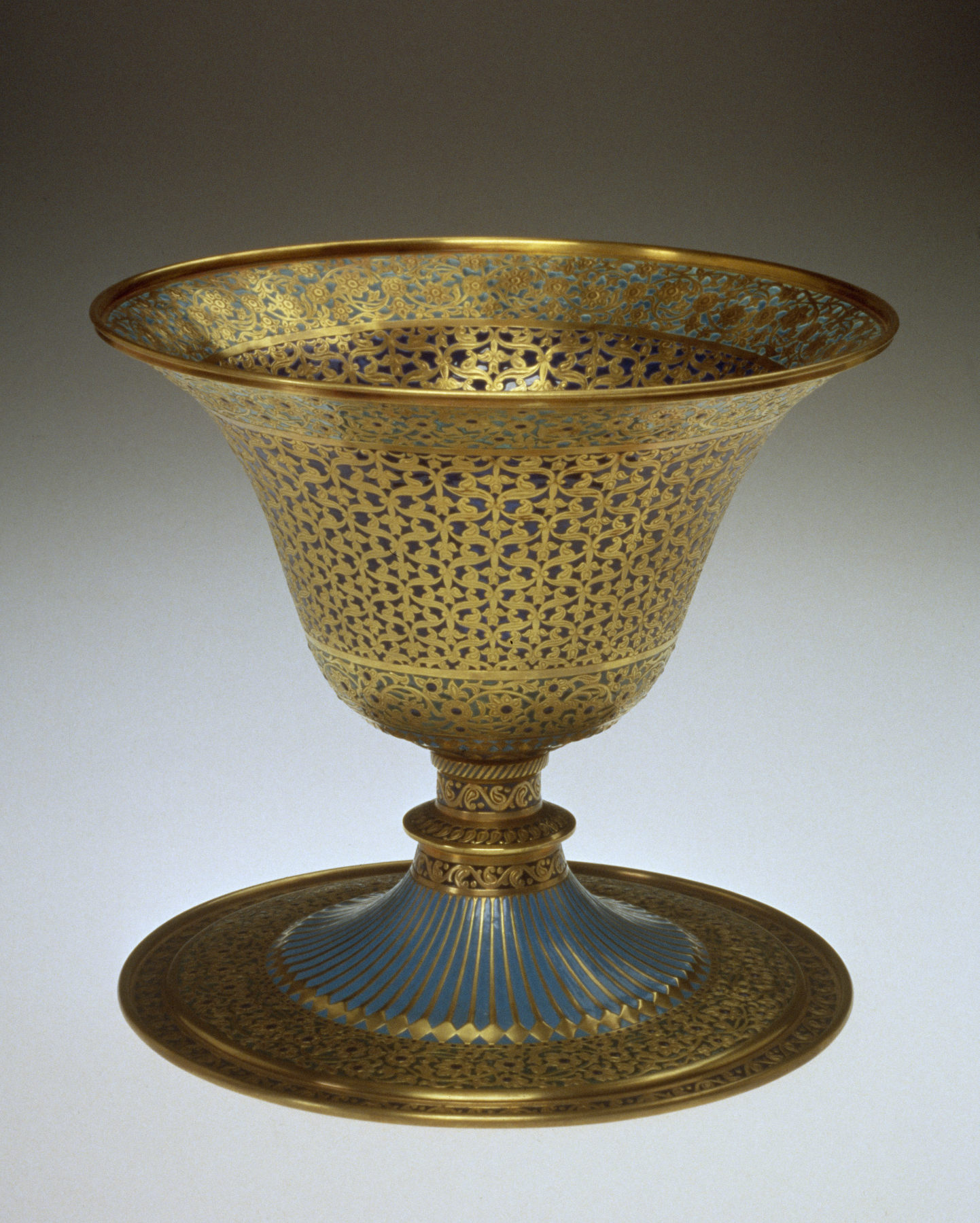
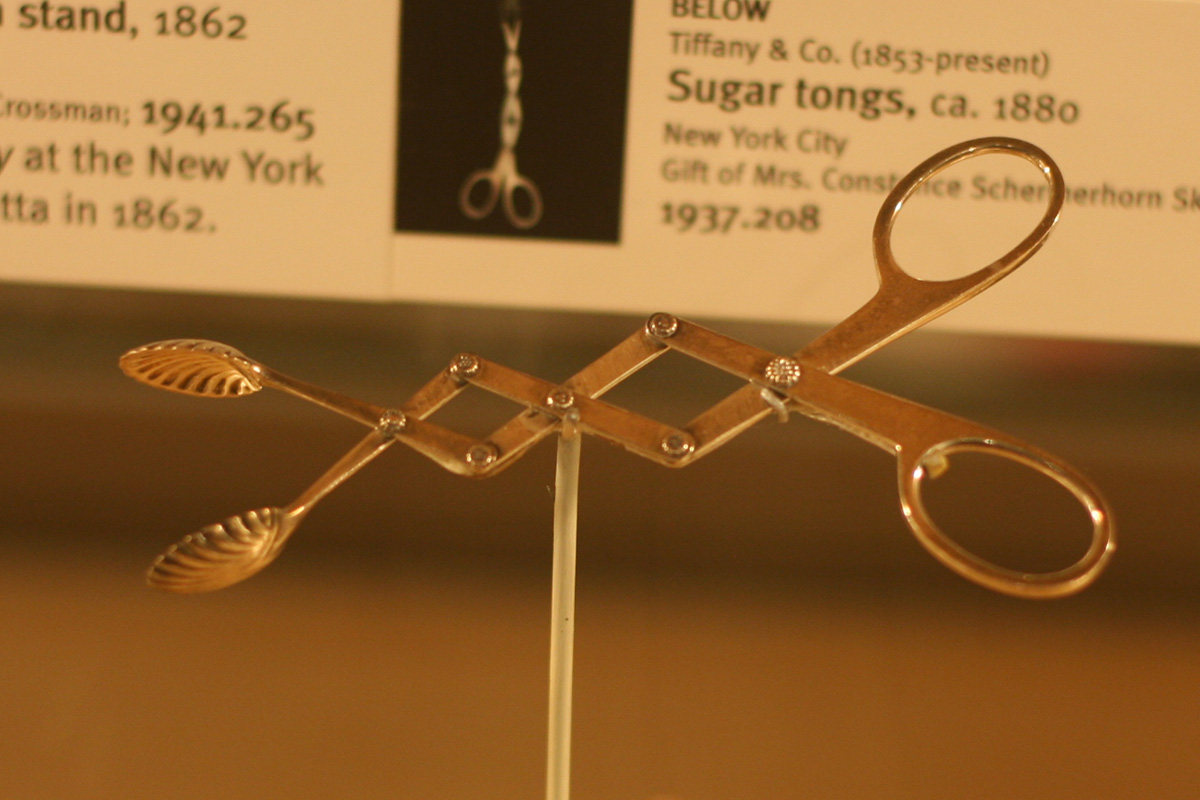
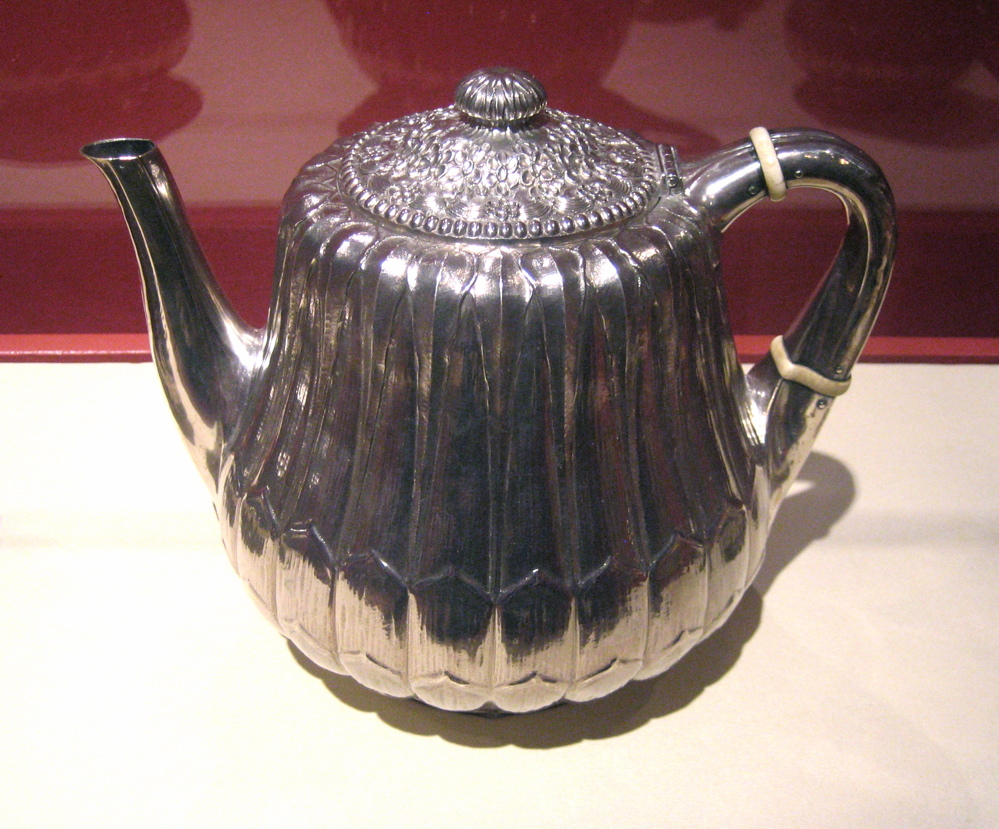
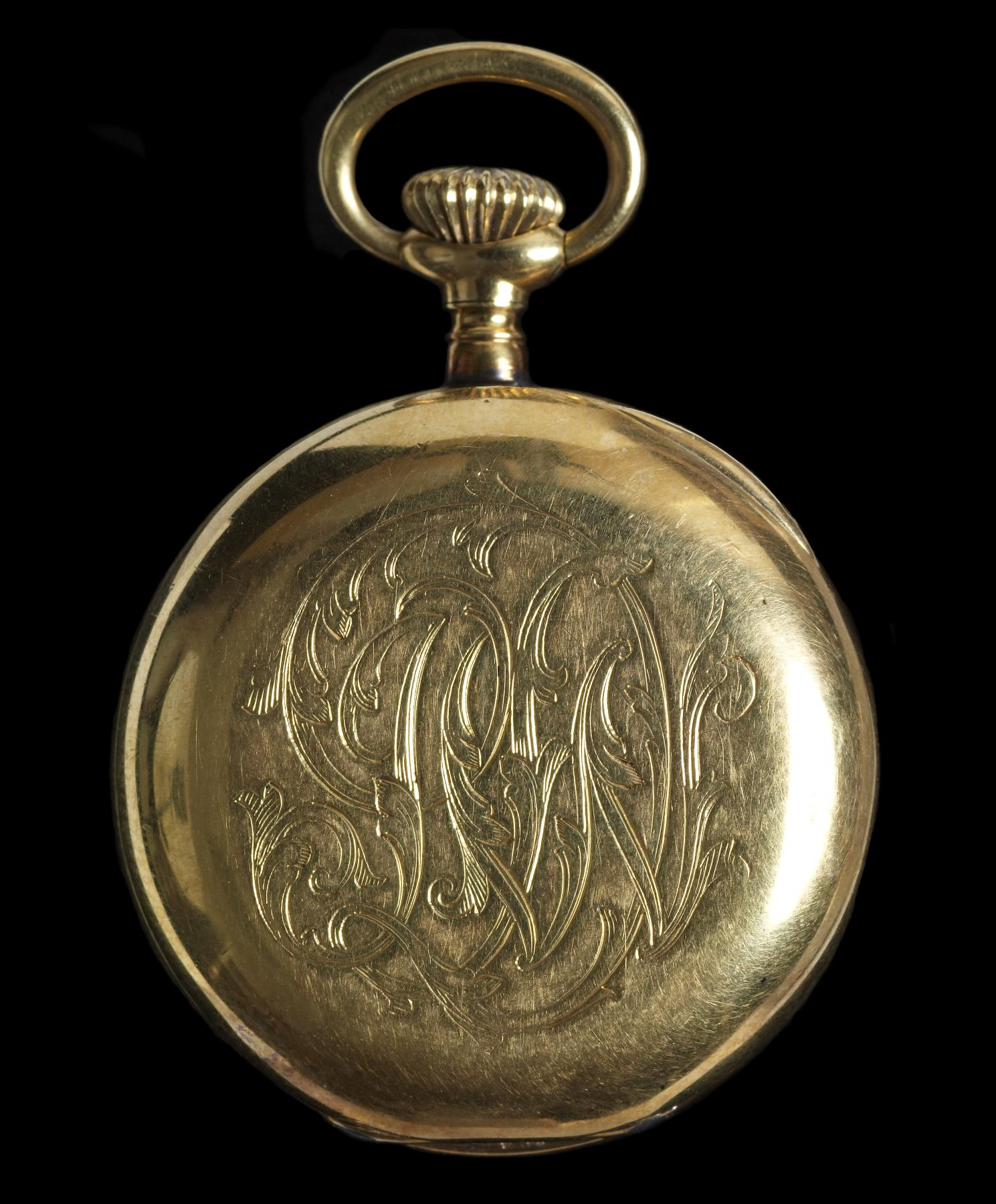
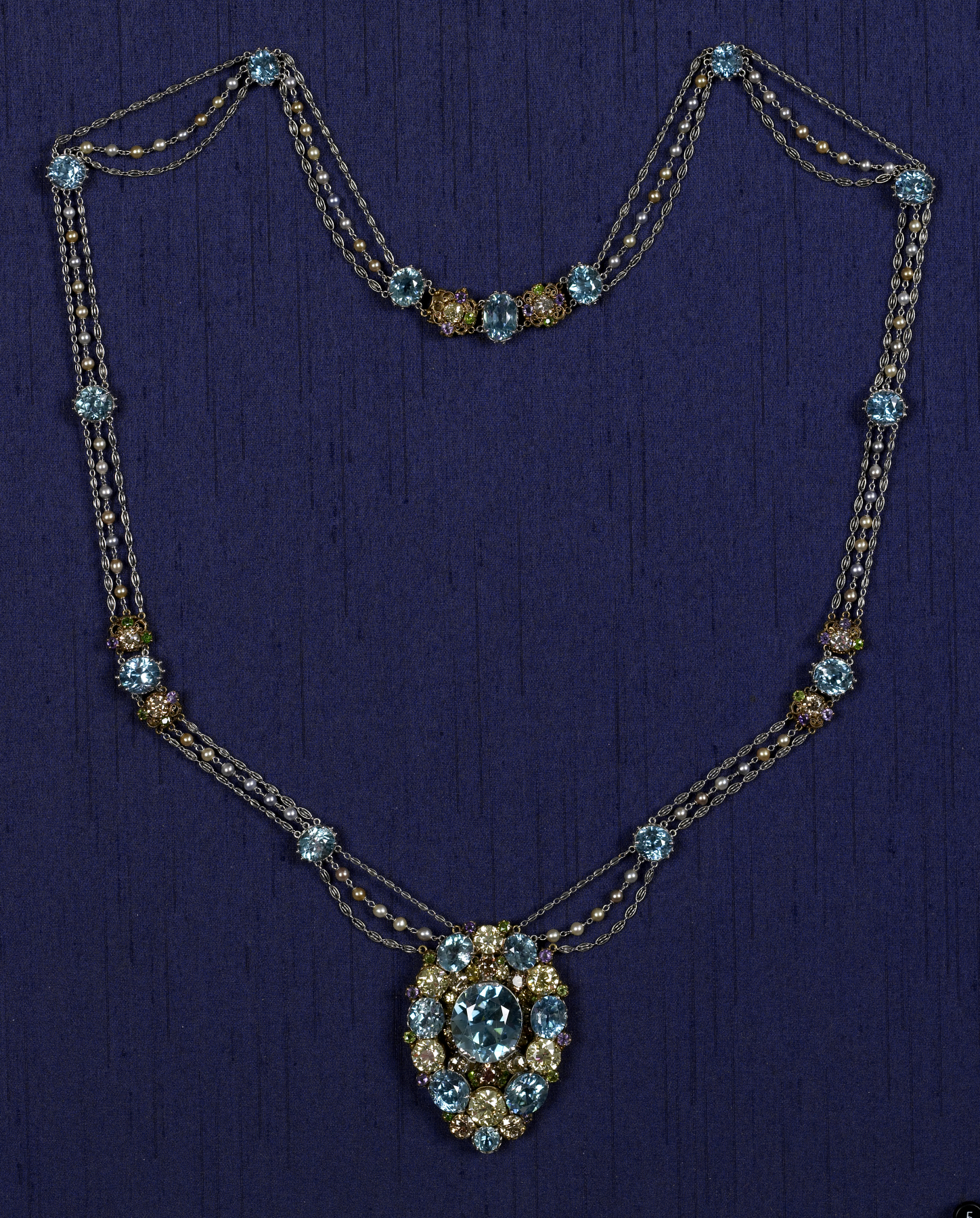
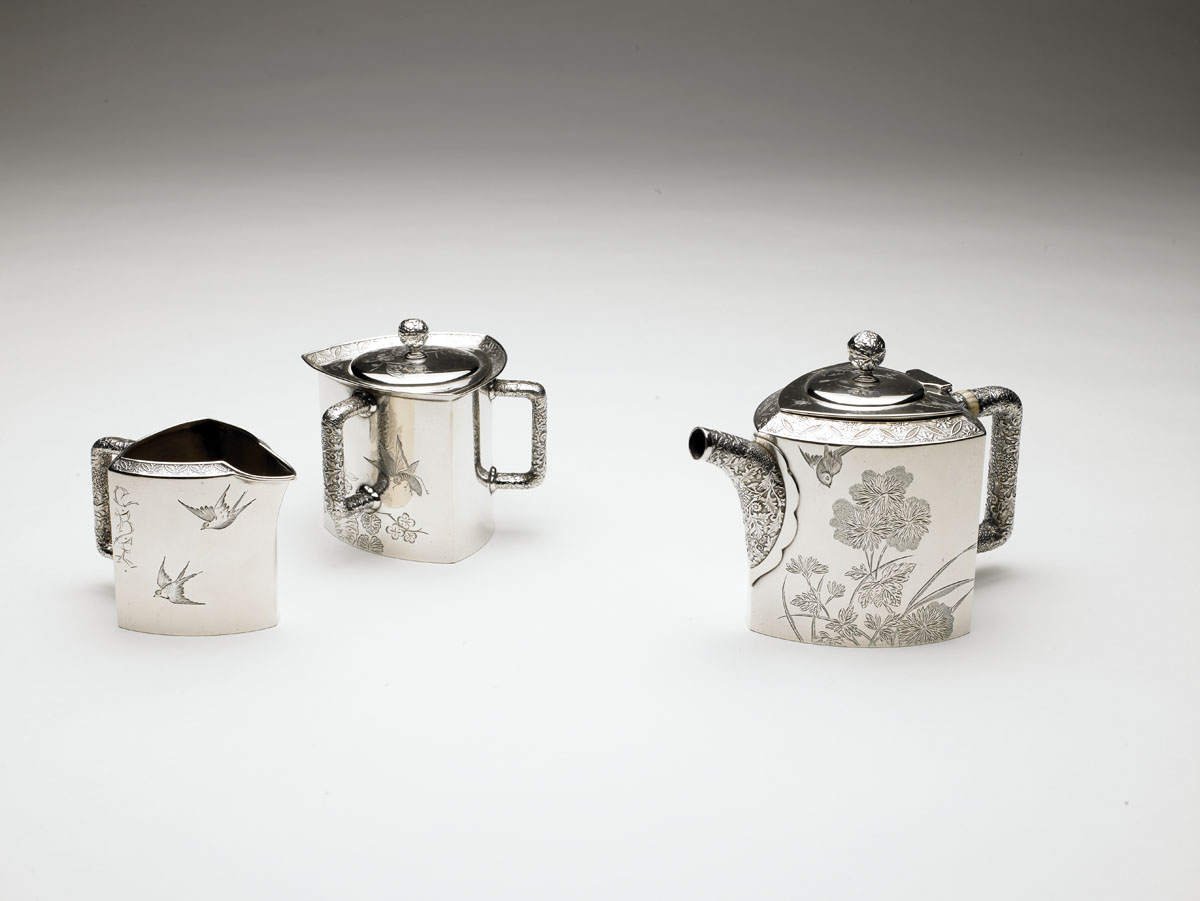
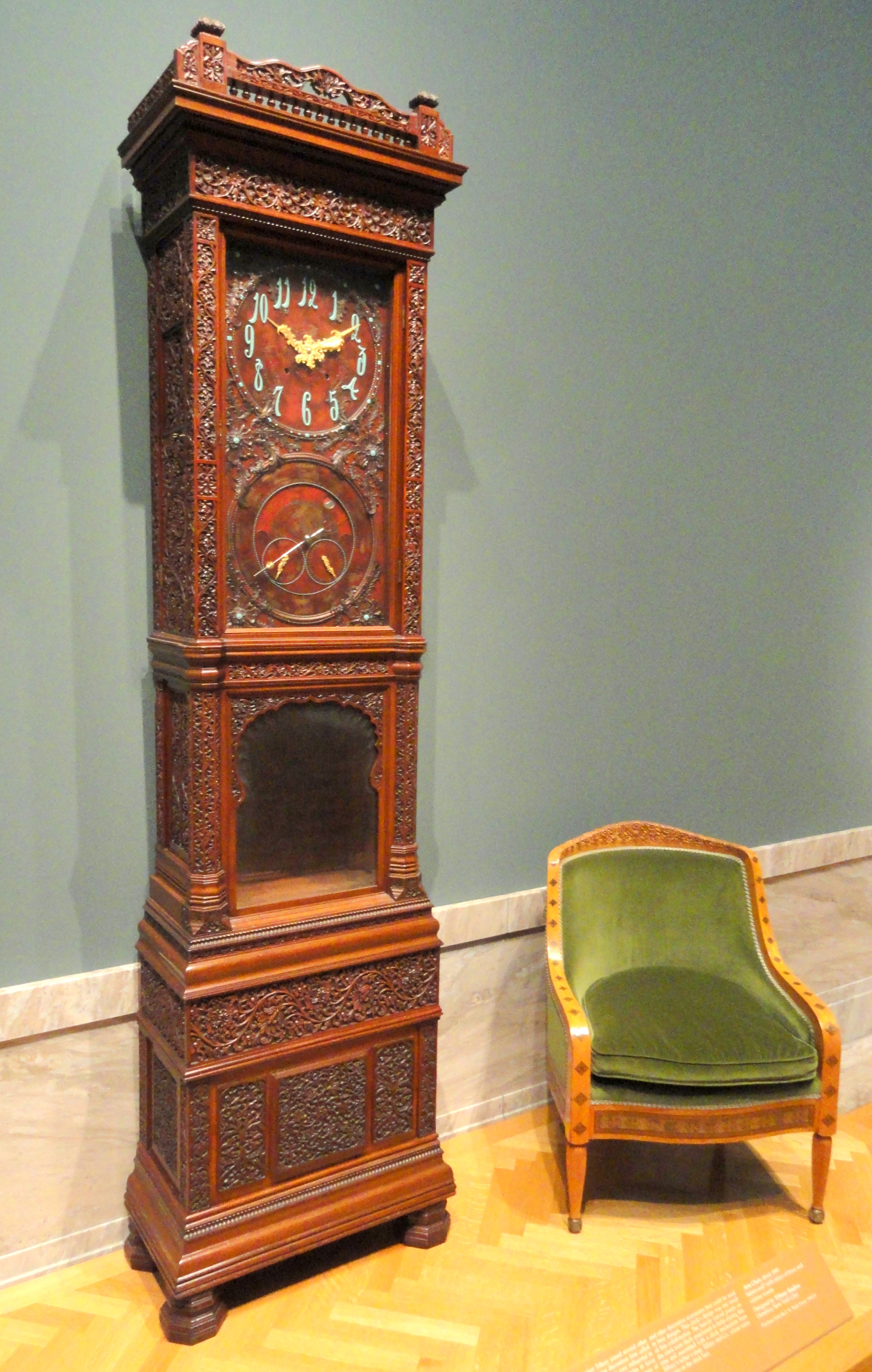
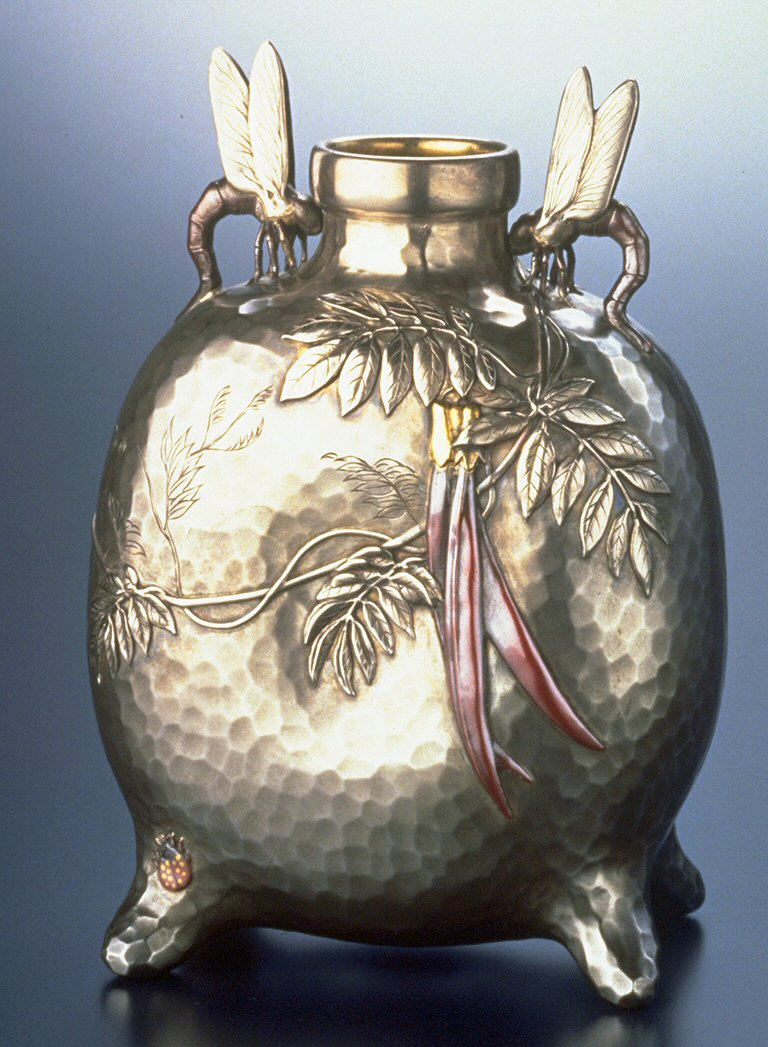
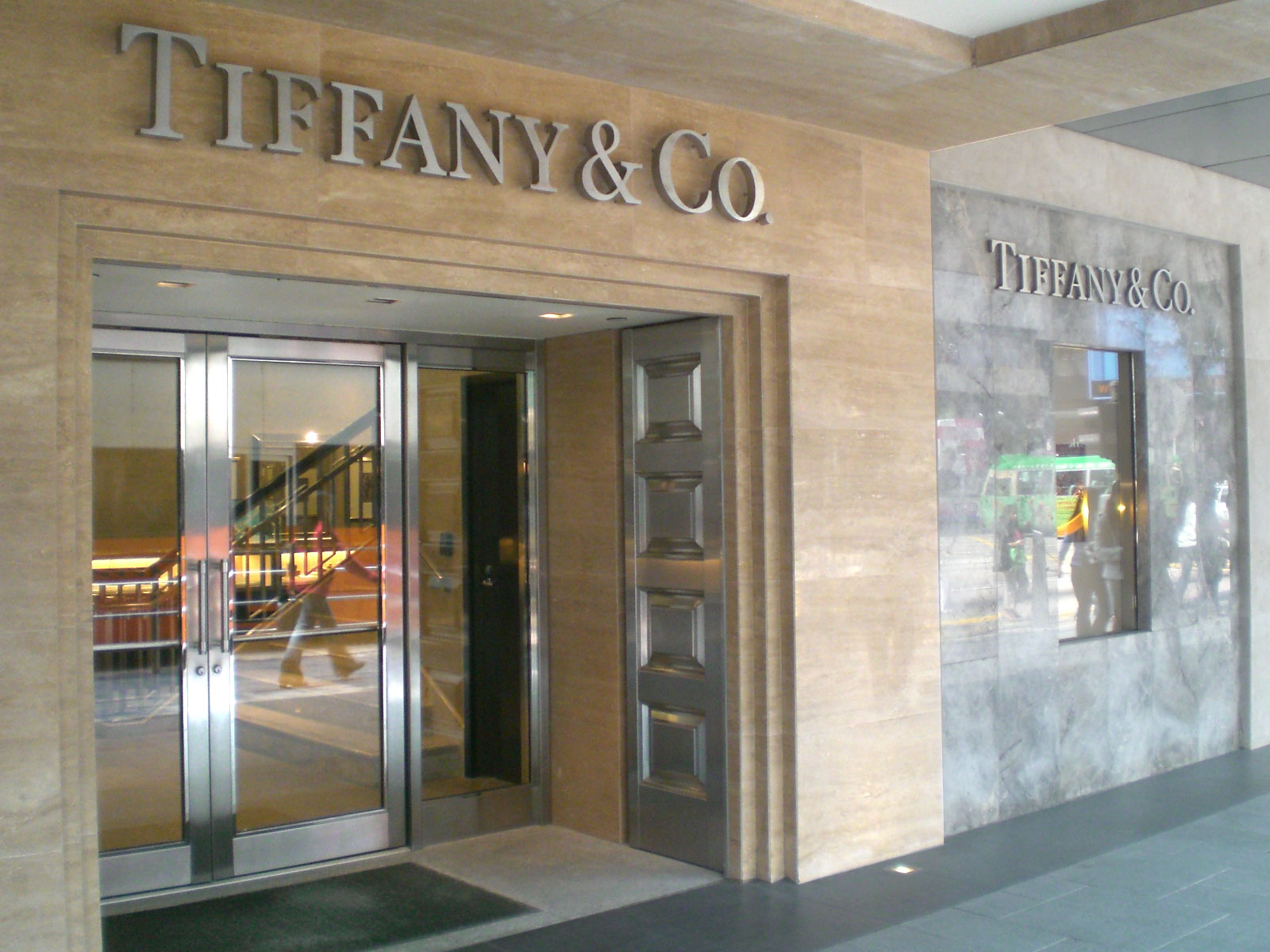
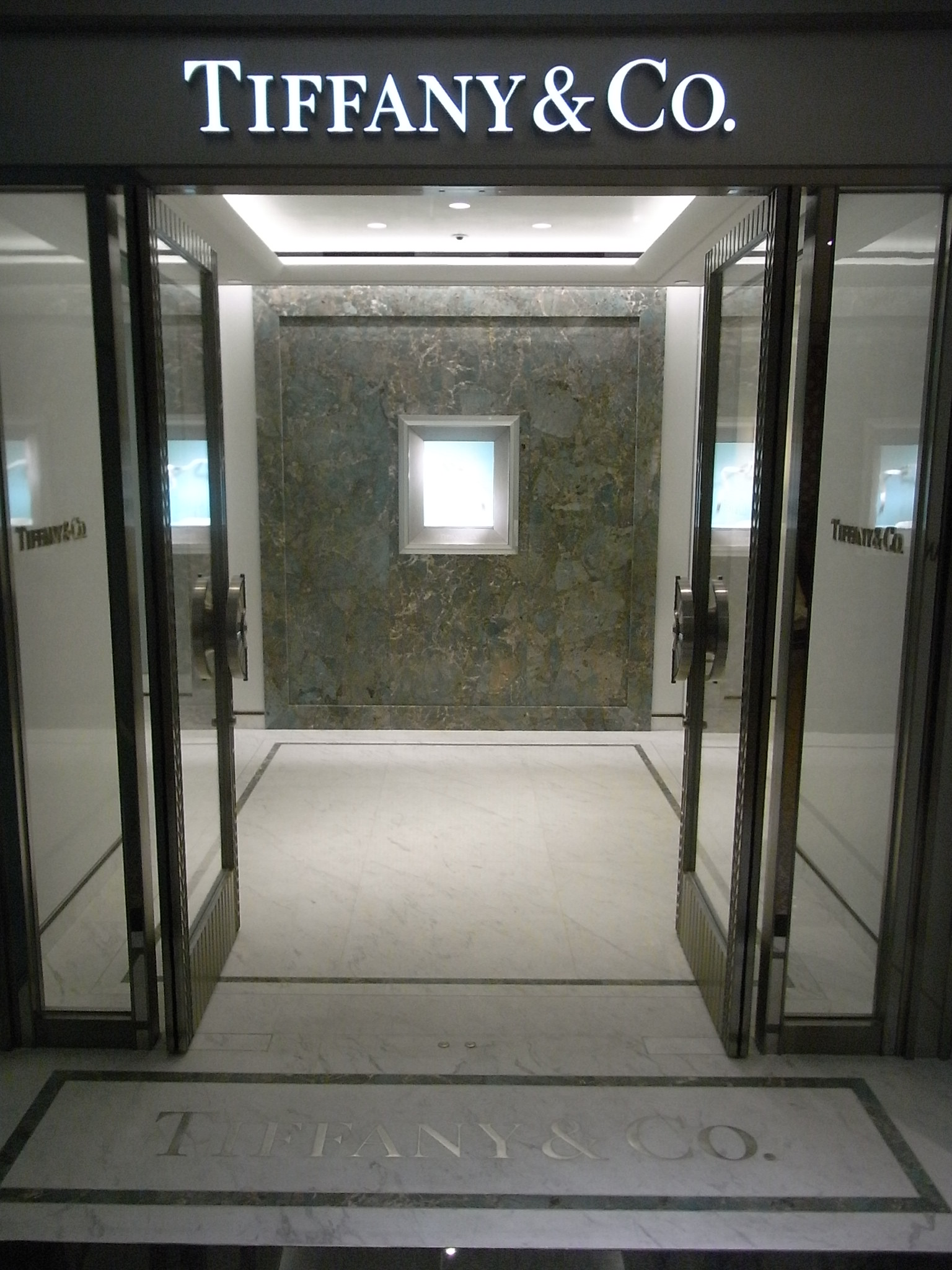
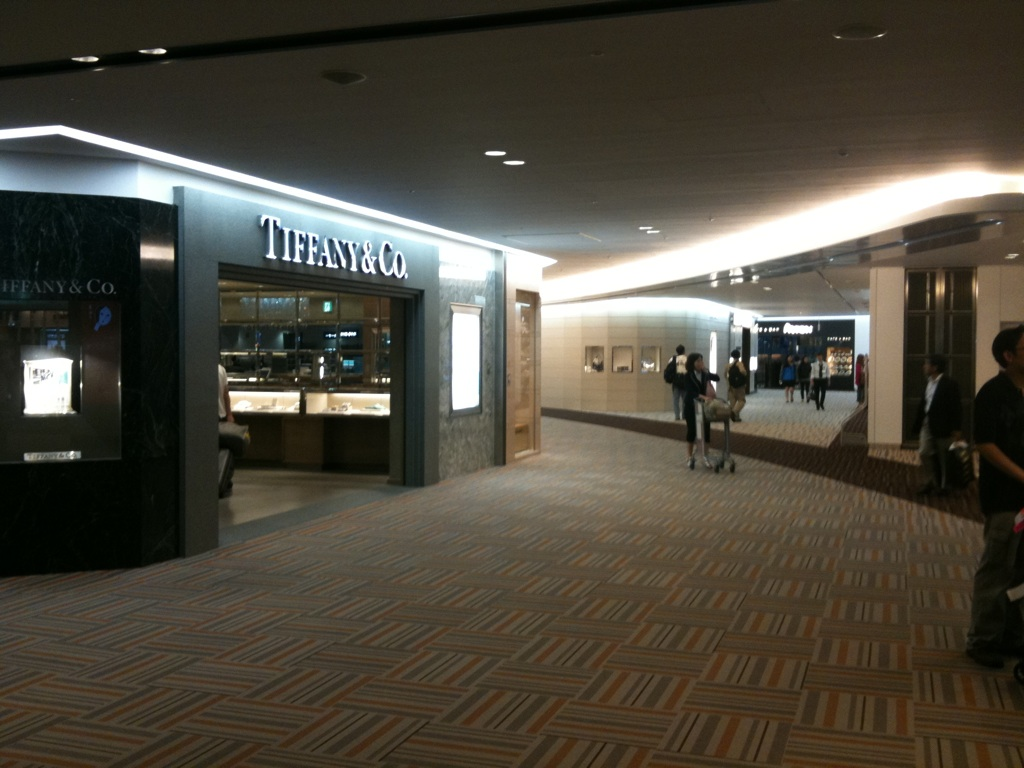
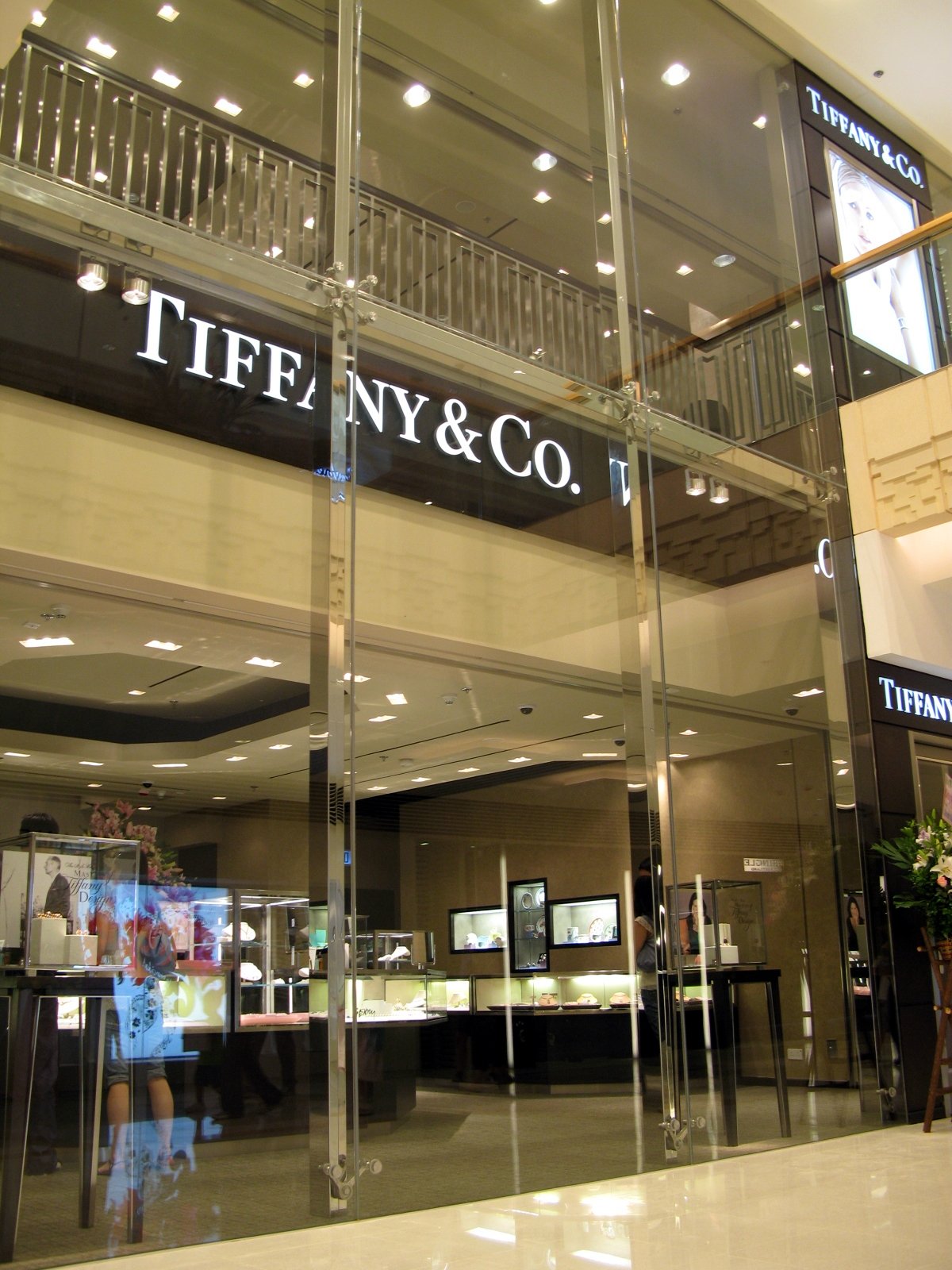